# جوائز الفيفا للأفضل كرويا 2016
جوائز الفيفا للأفضل كروياً هو الحفل الأول لجائزة الأفضل (The Best) الذي ابتدعتها الفيفا، أقيم في استوديوهات TPC في مدينة زيورخ السويسرية يوم 9 يناير 2017، وكان من تقديم الممثلة الأمريكية إيفا لانغوريا والمُقدّم الألماني ماركو شريل.

## الفائزون والمرشّحون

### أفضل لاعب
| الترتيب                   | الإسم                     | الفريق (الفِرق)                       | المنتخب                   | النسبة                    |
| القائمة النهائية للمرشحين | القائمة النهائية للمرشحين | القائمة النهائية للمرشحين            | القائمة النهائية للمرشحين | القائمة النهائية للمرشحين |
| ------------------------- | ------------------------- | ------------------------------------ | ------------------------- | ------------------------- |
| 1                         | كريستيانو رونالدو         | ريال مدريد                           | البرتغال                  | 34.54%                    |
| 2                         | ليونيل ميسي               | برشلونة                              | الأرجنتين                 | 26.42%                    |
| 3                         | أنطوان غريزمان            | أتليتكو مدريد                        | فرنسا                     | 7.53%                     |
| المرشحون الآخرون          |                           |                                      |                           |                           |
| 4                         | نيمار                     | برشلونة                              | البرازيل                  | 6.23%                     |
| 5                         | لويس سواريز               | برشلونة                              | الأوروغواي                | 5.11%                     |
| 6                         | غاريث بيل                 | ريال مدريد                           | ويلز                      | 4.62%                     |
| 7                         | رياض محرز                 | ليستر سيتي                           | الجزائر                   | 2.20%                     |
| 8                         | جانلويجي بوفون            | يوفنتوس                              | إيطاليا                   | 1.85%                     |
| 9                         | أندريس إنييستا            | برشلونة                              | إسبانيا                   | 1.69%                     |
| 10                        | توني كروس                 | ريال مدريد                           | ألمانيا                   | 1.25%                     |
| 11                        | أليكسيس سانشيز            | آرسنال                               | تشيلي                     | 1.19%                     |
| 12                        | روبرت ليفاندوفسكي         | بايرن ميونخ                          | بولندا                    | 0.93%                     |
| 13                        | لوكا مودريتش              | ريال مدريد                           | كرواتيا                   | 0.89%                     |
| 14                        | مسعود أوزيل               | آرسنال                               | ألمانيا                   | 0.86%                     |
| 15                        | جيمي فاردي                | ليستر سيتي                           | إنجلترا                   | 0.81%                     |
| 16                        | مانويل نوير               | بايرن ميونخ                          | ألمانيا                   | 0.80%                     |
| 17                        | سيرخيو راموس              | ريال مدريد                           | إسبانيا                   | 0.70%                     |
| 18                        | زلاتان إبراهيموفيتش       | - باريس سان جيرمان - مانشستر يونايتد | السويد                    | 0.50%                     |
| 19                        | بول بوغبا                 | - يوفنتوس - مانشستر يونايتد          | فرنسا                     | 0.47%                     |
| 20                        | كيفين دي بروين            | مانشستر سيتي                         | بلجيكا                    | 0.46%                     |
| 21                        | نغولو كانتي               | - ليستر سيتي - تشيلسي                | فرنسا                     | 0.40%                     |
| 22                        | سيرخيو أغويرو             | مانشستر سيتي                         | الأرجنتين                 | 0.38%                     |
| 23                        | ديميتري باييت             | وست هام يونايتد                      | فرنسا                     | 0.17%                     |

### أفضل لاعبة
| الترتيب                   | الإسم                     | الفريق (الفِرق)            | المنتخب                   | النسبة                    |
| القائمة النهائية للمرشحين | القائمة النهائية للمرشحين | القائمة النهائية للمرشحين | القائمة النهائية للمرشحين | القائمة النهائية للمرشحين |
| ------------------------- | ------------------------- | ------------------------- | ------------------------- | ------------------------- |
| 1                         | كارلي لويد                | هوستن داش                 | الولايات المتحدة          | 20.68%                    |
| 2                         | مارتا                     | روزنغارد                  | البرازيل                  | 16.60%                    |
| 3                         | ميلاني بيرنغير            | بايرن ميونخ               | ألمانيا                   | 12.34%                    |

### أفضل مدرب للرجال
| ترتيب            | الإسم              | فريق/منتخب التدريب (فِرق/منتخبات) | النسبة المئوية   |
| القائمة النهائية | القائمة النهائية   | القائمة النهائية                 | القائمة النهائية |
| ---------------- | ------------------ | -------------------------------- | ---------------- |
| 1                | كلاوديو رانييري    | ليستر سيتي                       | 22.06%           |
| 2                | زين الدين زيدان    | ريال مدريد                       | 16.56%           |
| 3                | فيرناندو سانتوس    | البرتغال                         | 16.24%           |
| باقي القائمة     |                    |                                  |                  |
| 4                | دييغو سيميوني      | أتليتكو مدريد                    | 12.98%           |
| 5                | بيب غوارديولا      | - بايرن ميونخ - مانشستر سيتي     | 11.13%           |
| 6                | لويس إنريكي        | برشلونة                          | 8.32%            |
| 7                | يورغن كلوب         | ليفربول                          | 7.71%            |
| 8                | ديدييه ديشامب      | فرنسا                            | 1.97%            |
| 9                | كريس كولمان        | ويلز                             | 1.82%            |
| 10               | ماوريسيو بوتشيتينو | توتنهام هوتسبير                  | 1.21%            |

### أفضل مدرب للسيدات
| ترتيب            | الإسم            | فريق/منتخب التدريب (فِرق/منتخبات) | النسبة المئوية   |
| القائمة النهائية | القائمة النهائية | القائمة النهائية                 | القائمة النهائية |
| ---------------- | ---------------- | -------------------------------- | ---------------- |
| 1                | سيلفيا نايد      | ألمانيا                          | 29.99%           |
| 2                | جيل إليس         | الولايات المتحدة                 | 16.68%           |
| 3                | بيا سونذيج       | السويد                           | 16.47%           |

### اللعب النظيف
| الترتيب | الفريق           | السبب                                                                                                   |
| ------- | ---------------- | --- |
| 1       | أتلتيكو ناسيونال | تنازل الفريق عن كأس كوبا سود أمريكانا 2016 لصالح نادي شابيكوينسي عقب كارثة رحلة خطوط لاميا الجوية 2933. |

### جائزة المشجعين
| الترتيب | الرابطة                               | المباراة                   | البطولة                           | النسبة |
| ------- | ------------------------------------- | -------------------------- | --------------------------------- | ------ |
| 1       | جمهور بوروسيا دورتموند وجمهور ليفربول | ليفربول × بوروسيا دورتموند | ربع نهائي الدوري الأوروبي 2015–16 | 45.92% |
| 2       | جمهور منتخب آيسلندا                   | فرنسا × آيسلندا            | ربع نهائي يورو 2016               | 31.37% |
| 3       | جمهور نادي أدو دين هاغ                | فاينورد × أدو دين هاغ      | الدوري الهولندي الممتاز 2016–17   | 22.71% |

### جائزة بوشكاش
| الترتيب | اللاعب            | المباراة              | البطولة                                       | النسبة |
| ------- | ----------------- | --------------------- | --------------------------------------------- | ------ |
| 1       | موهد فايز سوبري   | بينانغ × باهانغ       | دوري السوبر الماليزي 2016                     | 59.46% |
| 2       | مارلون            | كورينثيانز × كوبريسال | كأس ليبرتادوريس 2016                          | 22.86% |
| 3       | دانيوسكا رودريغيز | فنزويلا × كولومبيا    | بطولة أمريكا الجنوبية تحت 17 سنة للسيدات 2016 | 10.01% |

### فيفبرو
| اللاعب                                       | الفريق                                 |
| حراسة المرمى                                 | حراسة المرمى                           |
| -------------------------------------------- | -------------------------------------- |
| مانويل نوير                                  | بايرن ميونخ                            |
| الدفاع                                       |                                        |
| سيرجيو راموس جيرارد بيكيه مارسيلو داني ألفيس | ريال مدريد برشلونة ريال مدريد يوفينتوس |
| خط الوسط                                     |                                        |
| لوكا مودريتش أندريس إنييستا توني كروس        | ريال مدريد برشلونة ريال مدريد          |
| الهجوم                                       |                                        |
| لويس سواريز كريستيانو رونالدو ليونيل ميسي    | برشلونة ريال مدريد برشلونة             |

### جائزة المشجعين
| الترتيب | الرابطة                               | المباراة                   | البطولة                           | النسبة |
| ------- | ------------------------------------- | -------------------------- | --------------------------------- | ------ |
| 1       | جمهور بوروسيا دورتموند وجمهور ليفربول | ليفربول × بوروسيا دورتموند | ربع نهائي الدوري الأوروبي 2015–16 | 45.92% |
| 2       | جمهور منتخب آيسلندا                   | فرنسا × آيسلندا            | ربع نهائي يورو 2016               | 31.37% |
| 3       | جمهور نادي أدو دين هاغ                | فاينورد × أدو دين هاغ      | الدوري الهولندي الممتاز 2016–17   | 22.71% |